# Condado de San Jacinto
O Condado de San Jacinto é um dos 254 condados do estado norte-americano do Texas. A sede do condado é Coldspring, e sua maior cidade é Coldspring.
O condado possui uma área de 1 626 km² (dos quais 148 km² estão cobertos por água), uma população de 22 246 habitantes, e uma densidade populacional de 15 hab/km² (segundo o censo nacional de 2000).
O condado foi criado em 1870.